# Twenty One Pilots
Twenty One Pilots (stilizirano kao twenty øne piløts) je američki glazbeni duo iz Columbusa, Ohio. Sastav je 2009. godine osnovao vokalist Tyler Joseph, zajedno s Nickom Thomasom i Chrisom Salihom, koji su 2011. napustili sastav. Od njihova odlaska, postavu čine Joseph i bubnjar Josh Dun. Duo je najbolje poznat po singlovima "Stressed Out", "Ride", i "Heathens". Sastav je za pjesmu "Stressed Out" na 59. dodijeli nagrada Grammy, osvojio u kategoriji za najbolju izvedbu pop dua ili grupe. Sastav je prva dva albuma objavio samostalno, Twenty One Pilots (2009.) i Regional at Best (2011.), nakon čega su 2012. godine potpisali za diskografsku kuću Fueled by Ramen. Diskografska kuća je album, Vessel objavila 2013. godine, koji je postao drugi album u povijesti glazbe na kojem su sve pjesme dobile zlatnu nakladu, što je učinilo Twenty One Pilots prvim sastavom u povijesti glazbe kojem su sve pjesme s barem dva albuma dobile zlatnu ili platinastu nakladu.
Duo je postigao veću popularnost četvrtim studijskim albumom, Blurryface (2015.), s kojeg se izdvajaju singlovi "Stressed Out" i "Ride". Album je postao prvim albumom u povijesti glazbe na kojem su sve pjesme dobile zlatnu nakladu od Udruženja diskografske industrije Amerike. Objavom singla "Heathens" duo je postao prvi alternativni sastav s dva singla u top 5 singlova na ljestvici Billboard Hot 100 i treći rock sastav koji je u isto vrijeme imao dvije pjesme u top 5 na ljestvici Billboard Hot 100, pridruživši se tako Beatlesima i Elvisu Presleyju.
Peti studijski album sastava, Trench, objavljen je 5. listopada 2018. godine. Njihov šesti studijski album, Scaled and Icy, objavljen je u svibnju 2021. godine.
Duo ima čak osam pjesama koje su dostigle prvo mjesto na ljestvici alternativne glazbe, što ih čini šestim sastavom s najviše pjesama na prvom mjestu te ljestvice, iz Foo Fightersa i u remiju s U2-om.

## Članovi
Sadašnja postava
- Tyler Joseph – glavni vokali, glasovir, ukulele, gitara, bas-gitara, klavijature, programiranje, udaraljke (2009.–danas)
- Josh Dun – bubnjevi, udaraljke, truba, prateći vokali (2011.–danas)

Bivši članovi
- Chris Salih – bubnjevi, udaraljke, prateći vokali (2009. – 2011.)
- Nick Thomas – bas-gitara, gitara, klavijature, prateći vokali (2009. – 2011.)

Vremenska crta

## Diskografija
- Twenty One Pilots (2009.)
- Regional at Best (2011.)
- Vessel (2013.)
- Blurryface (2015.)
- Trench (2018.)
- Scaled and Icy (2021.)
- Clancy (2024.)

## Vanjske poveznice
- Službena web stranica